# 布萊克·邁克
布萊克·邁克（Blake Michael，1996年7月31日—）是美國的一位演員、歌手、音樂人、電影製作人、DJ、模特。他出生在亞特蘭大，是一位東歐裔和拉丁裔後裔。